# 谷口貞光
谷口 貞光（たにぐち さだみつ）は、江戸時代後期の武士。陸奥の大名津軽氏の家臣。

## 経歴
文政4年（1821年）8月27日、陸奥国弘前城下の代官町に16石の弘前藩士谷口音弥の長男として生まれる。明治元年（1868年）9月23日野辺地戦争に銃隊頭副役、小島左近隊半隊司令士として出陣、小島左近とともに戦死した。同2年（1869年）12月長男谷口忠太に永世米20俵が藩主津軽承昭より下賜された。

## 野辺地戦争
戦闘の経過については野辺地戦争#経過を参照。
野辺地戦争では、戦士の様子について異なる三説が存在する。一説に野辺地軍事局付近の白岩口で砲弾により戦死したという。また一説に銃弾により負傷し、退却途中盛岡藩の倉館可納と遭遇、お互い悪口雑言を浴びせ、ついに首を打たれたという。また一説に盛岡藩の星合千之助に銃殺されたという。野辺地に他の戦死者と共に葬られた。